# Maulana
Maulana (türkisch Mevlana, arabisch مولانا Maulānā ‚unser Herr, unser Meister‘) ist ein religiöser Titel für angesehene islamische Gelehrte bzw. religiöse Oberhäupter, die meist Absolventen einer Madrasa oder einer anderen islamischen Schule sind. Er ist vor allem in Zentral- und Südasien verbreitet und wird für gewöhnlich als Titel vor dem eigentlichen Namen getragen.

## Namensträger
- Rumi (Dichter) (1207–1273), persischer Gelehrter (Beiname Maulana)
- Achmad Maulana (* 2003), indonesischer Fußballspieler
- Bagas Maulana (* 1998), indonesischer Badmintonspieler
- Egy Maulana Vikri (* 2000), indonesischer Fußballspieler